# Treasury Wine Estates
Treasury Wine Estates er en australsk global vinproducent med hovedkvarter i Melbourne. Den udgjorde indtil 2011 vindivisionen i bryggerikoncernen Foster's Group.